# Iglesia de San Bartolomé (Basardilla)
La iglesia de San Bartolomé es una iglesia situada en la localidad de Basardilla, provincia de Segovia, España, declarada bien de interés cultural el 12 de mayo de 1994.

## Descripción
Su estructura, inicialmente románica, ha sido alterada por numerosas reformas. La Iglesia consta de una nave y un cuerpo lateral, que hoy forma una nave paralela a la principal, separada de esta mediante arcos formeros, y que originariamente debió constituir un atrio cerrado.
De estilo románico, se conservan los dos ábsides que rematan ambas naves, con cornisas y canes decorados. El principal, con arcos más altos que el secundario y ventana de medio punto sobre columnas con capiteles decorados profusamente, estando en la actualidad cegada. Igualmente de estilo románico se conserva la portada principal, situada al Sur, formada por arco de medio punto con tres arquivoltas. La interior y la exterior voltean sobre pilares y la intermedia sobre capiteles y columnas. Las impostas llevan decoración de rosetas con trazos vegetales. La arquivolta interior presenta rosetas en cada dosel y la exterior una fila de puntos de diamante.
La torre, de cuatro cuerpos, se sitúa en la parte posterior de la iglesia, dominando la fachada Oeste. Toda esta fachada es de mampostería vista, con sillar en las esquinas. Las demás están revocadas, existiendo restos de esgrafiados.